# Гапоненко, Юрий Лукич
Юрий Лукич Гапоненко (1942 — 1989) — советский и российский учёный, математик, доктор физико-математических наук (1985), профессор (1989).

## Биография
В 1960 окончил с золотой медалью московскую среднюю школу № 711 и поступил на физический факультет МГУ имени М. В. Ломоносова. После получения диплома в 1967 обучался в аспирантуре этого факультета по кафедре математики до 1970. В 1970 защитил кандидатскую диссертацию по теме «О решении квазилинейной краевой задачи Стефана», научный руководитель Б. М. Будак. Защитил докторскую диссертацию в 1984 или 1985 по теме «Некоторые вопросы приближенного решения операторных уравнений». С 1970 до 1989 работал на факультете ВМК как ассистент кафедры вычислительной математики, затем кафедры общей математики, с 1979 доцент, с 1989 профессор кафедры общей математики факультета вычислительной математики и кибернетики. Исполнял обязанности заместителя первого проректора МГУ по вопросам компьютеризации с 1987 до 1989, в 1980-х был помощником декана факультета по аспирантуре. Также являлся председателем факультетского общества «Знание» с 1971 до 1974. В Московском университете читал курс высшей математики на геологическом факультете, курс функционального анализа и ряд специальных курсов на основном отделении факультета ВМК, курс математического анализа на специальном отделении. Дополнительно руководил научной работой студентов и аспирантов.

## Публикации
- О решении задачи Стефана для квазилинейного параболического уравнения с квазилинейным граничным условием. // В сб.: Решения задач Стефана — М., Труды ВЦ МГУ, 1970, с. 235–312;
- Метод дискретной функции Грина для решения линейных некорректных задач. // Докл. АН СССР, 1976, т. 229, № 2, с. 269–271;
- Метод стягивающихся компактов для решения линейных некорректных задач. // Ж. вычисл. матем. и матем. физ., 1981, т. 21, № 6, с. 1365–1375;
- Апостериорные оценки решений некорректных обратных задач. // Докл. АН СССР, 1982, т. 263, № 2, с. 277–280;
- Об устойчивости обратной конечномерной задачи сейсморазведки. // Вестн. Моск. ун-та, сер 15: Вычислит. матем. и киберн., 1987, № 3, с. 30–35;
- Некорректные задачи на слабых компактах. — М., Издательство МГУ, 1989, 125 с.[1]